# پوئه‌نگاموک، کبک
پوئه‌نگاموک (به فرانسوی: Pohénégamook) شهرکی در منطقه شهری تمیسکوواتا ناحیه با-سن-لوران در استان کبک کانادا است. در سرشماری سال ۲۰۱۱ این شهرک ۲٬۹۹۹ نفر جمعیت داشته‌است و مساحت آن ۳۵۱٫۹۷ کیلومتر مربع است.